# Grethe Bartram
Maren Margrethe Thomsen, nota anche con lo pseudonimo di Maren Margrethe "Grethe" Bartram e "Thora" (Aarhus, 23 febbraio 1924 – Vessigebro, gennaio 2017), è stata un'agente segreto danese, con la sua attività doppiogiochista denunciò almeno 53 persone della Resistenza danese durante la seconda guerra mondiale, provocando così lo smantellamento dei primi gruppi di resistenza comunista e la conseguente deportazione dei membri nei campi di concentramento nazisti. Bartram denunciò anche il fratello, il marito e altri conoscenti.

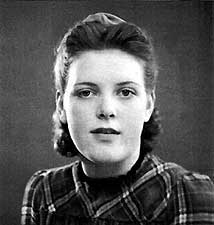
Grethe Bartram nel 1942

Dopo la guerra fu condannata a morte per tradimento, la sentenza fu commutata in ergastolo nel 1947. Nel 1956 fu rilasciata e si trasferì ad Halland, in Svezia, dove visse con il suo nome da sposata.

## Biografia
Nacque ad Aarhus e crebbe in una famiglia povera, seconda di otto figli; entrambi i genitori erano membri del Partito Comunista di Danimarca (DKP). Suo padre, Niels Peter Christopher Bartram, originario dello Jutland meridionale, partecipò alla prima guerra mondiale schierato nelle forze tedesche, rimase sofferente di shell shock per gli effetti della guerra, aveva difficoltà a lavorare ma riuscì a gestire un piccolo negozio di riparazione di biciclette a Midtbyen.
Grethe lasciò la scuola a 13 anni e iniziò a lavorare fino a quando rimase incinta a 16 anni, si sposò il 12 luglio 1941 con un giovane macchinista, Frode Thomsen. Il matrimonio non durò a lungo, finendo nell'estate del 1943, e il loro figlio fu dato in affidamento alla suocera.

## L'attività come informatore
La famiglia di Grethe, compreso il fratello maggiore Christian, fu coinvolta nella Resistenza. Nel settembre 1942 la polizia danese mise in palio una ricompensa pari a 1000 corone danesi per chi avesse fornito le informazioni su un episodio di sabotaggio che portò all'incendio di un negozio ad Aarhus. Tramite il fratello, Grethe seppe chi era stato coinvolto e fornì le informazioni alla polizia. Furono arrestate cinque persone, tra cui il fratello. Una persona riuscì a fuggire e gli altri furono condannati a pene comprese tra uno e dieci anni di carcere. In seguito, partecipò ad altre attività illegali legate al movimento di resistenza.
Nel marzo-aprile 1944, fu assunta come agente dalla Gestapo; nel giugno il Gruppo Samsing e un gruppo affiliato di studenti universitari furono arrestati e infine deportati nel campo di concentramento di Neuengamme. I gruppi di resistenza comunista ad Aarhus e nello Jutland centrale furono sostanzialmente neutralizzati. I membri della resistenza avevano ancora molta fiducia in Grethe e nell'agosto 1944 fu inviata a Copenaghen come rappresentante per stabilire una nuova leadership per la Resistenza ad Aarhus. Con il passare del tempo, la Resistenza divenne sospettosa nei suoi confronti, per placare i sospetti fece in modo di essere arrestata e imprigionata nel campo di prigionia di Frøslev: questo tentativo non servì a nulla e la resistenza tentò di ucciderla in diverse occasioni, riuscendo però solo a ferirla.
Nel marzo 1945 fu assunta dalla Gestapo a Kolding, dove lavorò fino alla resa delle forze tedesche in Danimarca. Il giorno della resa, il 5 maggio, si trovava nel quartier generale della Gestapo a Esbjerg, dove rimase ferita quando la Resistenza vi fece esplodere delle bombe. Si riprese rapidamente e andò in bicicletta a Kolding per chiedere aiuto, ma la Gestapo era già stata evacuata. Grethe si recò quindi a Brejning dove fu arrestata nuovamente il 10 maggio.
Secondo il suo stesso racconto, riceveva da 500 a 700 corone danesi al mese, ma un testimone della Gestapo affermò che riceveva 3/4 del denaro pagato agli informatori, che ammontava a 1200-1500 corone al mese.

## Processo nel dopoguerra
Durante il processo emerse che Grethe denunciò ben 53 persone. Di queste, le sue informazioni hanno avuto come conseguenza diretta la tortura di 15 persone durante gli interrogatori e la deportazione di 35 persone nei campi di concentramento nazisti in Germania, di queste otto sono morte o risultano disperse. Grethe si dichiarò colpevole della maggior parte dei capi d'accusa e fu condannata a morte il 29 ottobre 1946 dal Tribunale penale di Aarhus, poi confermata dal Vestre Landsret il 22 febbraio 1947 e dalla Corte Suprema danese il 4 settembre 1947.
Come per Anna Lund Lorenzen, l'unica altra donna danese condannata a morte dopo il 1945 per crimini di guerra, la sua condanna fu commutata in ergastolo dal Ministro della Giustizia Niels Busch-Jensen il 9 dicembre 1947. Busch-Jensen motivò la grazia con la giovane età della donna all'epoca, che fosse cresciuta in uno "spirito antireligioso, comunista e materialista" e che avesse avuto problemi finanziari.
Grethe fu rilasciata dopo dieci anni di prigione il 26 ottobre 1956, dopodiché si trasferì in Svezia, dove visse con il suo nome da sposata. Divenne cittadina svedese negli anni '60 e morì a Vessigebro, all'età di 92 anni.

## Nella cultura di massa
Dopo il suo rilascio nel 1956, Grethe fu intervistata in diverse occasioni: nel 1976 da Erik Haaest per la rivista Ugens Rapport; nel 1995 dal quotidiano Jyllands-Posten (l'intervista fu messa in dubbio da Erik Haaest, autore della precedente intervista); dalla rivista Samvirke nel 2006; dal quotidiano Berlingske nel 2010; dal quotidiano Århus Stiftstidende nel 2010 per una serie di articoli.
Il Museo dell'Occupazione (in danese Besættelsesmuseet) di Aarhus ha allestito una mostra speciale su Grethe Bartram nel 2010.
Lo spettacolo teatrale "Besættelse", di Ann Sofie Oxenvad, si basa sul processo contro Grethe Bartram. È stato messo in scena al teatro Svalegangen di Aarhus il 26 marzo 2010 e rappresentato fino al 29 aprile.